# 住宅負擔能力指數
住宅負擔能力指數（Housing affordability index）是一個測量國民家庭購買住宅的財務能力的一項指數。

## 意義
根據美國房地產經紀商協會（the National Association of Realtors）的定義，如果住宅負擔能力指數為100，表示一個達收入中位數的家庭，假設他的住宅按揭首期為20%，其收入剛好足夠負擔一個價格為中位數之住宅之按揭。因此，當指數小於100時，顯示該家庭沒有能力負擔一個中位價格的住宅。

## 假設
美國房地產經紀商協會計算住宅負擔能力指數時有兩項假設：
- 住宅按揭之首期為房價的20%；
- 每月供款額（Monthly Principal and Interest (P&I) Payment）不可超過家庭每月收入中位數的25%。

澳洲房屋行業協會（Housing Industry Association (HIA)）與澳洲聯邦銀行在計算住宅負擔能力指數時假設：
- 住宅按揭之首期為房價的20%；
- 每月供款額不可超過家庭每月可支配收入中位數的30%；
- 住宅按揭為傳統25年期按揭。

## 外部連結
- 環球住宅負擔能力指數（页面存档备份，存于）
- 美國住宅負擔能力指數
- 澳洲房屋行業協會一份關於季度住宅價格及負擔能力指數的報告